# Trimeniàcies
Trimeniaceae és una família de plantes amb flors dins l'ordre Austrobaileyales. Aquesta família ha estat reconeguda per la majoria dels taxonomistes, com a mínim en les passades dècades.
Té un gènere (o possiblement dos gèneres) amb unes sis espècies. Són plantes llenyoses que tenen olis essencials. És una família de subtropical a tropical i es troba al sud-est asiàtic, est d'Austràlia i les Illes del Pacífic.

## Taxonomia

### APG II
L'APG II system, de 2003, també reconeix aquesta família i la posa dins l'ordre Austrobaileyales, un ordre que s'accepta que es troba entre els llinatges més basals dins el clade angiospermes.

### APG
L'APG system, de 1998, també reconeix aquesta família però la deixa sense ubicar en un ordre.

### Cronquist
El Sistema Cronquist, de 1981, accepta aquesta família i la posa en
l'ordre Laurales,
la subclases Magnoliidae sensu Cronquist,
la classe Magnoliopsida [=dicotiledònies], 
la divisió Magnoliophyta [=angiospermes].